# Wołowo (obwód lipiecki)
Wołowo (ros. Волово) – wieś (ros. село, trb. sieło) w Rosji, centrum administracyjne rejonu wołowskiego w obwodzie lipieckim. Jednocześnie jest centrum administracyjnym sielsowietu wołowskiego.

## Geografia
Miejscowość położona jest nad ruczajem Wierchnij Małowiec, 134 km od stolicy obwodu (Lipieck).
W granicach miejscowości znajdują się ulice: 60 let Pobiedy, Akademika Sieliszczewa, Bieriegowaja, Dorożnaja, Jubilejnaja, Komsomolskaja, zaułek Komsomolskij, Kommunalnaja, Krasnoarmiejskaja, Krupskoj, Lenina, Litwinowa, Ługowaja, Mira, Pierieułok Mira, 1-ja Mołodiożnaja, Nowaja, 2-ja Mołodiożnaja, Nowaja, 3-ja Mołodiożnaja, Nowaja, zaułek Nowyj, Oktiabrskaja, Parkowaja, Pierwomajskaja, Pocztowaja, zaułek Pocztowyj, Polewaja, Proletarskaja, Sadowaja, Sowietskaja, Sołniecznaja, Sportiwnaja, Stroitielej, Gienierała Trubnikowa, Wołodi Baczurina, Zariecznaja.

## Historia
Powstała nie później niż w drugiej połowie XVII wieku. W opisie powiatu (ujezdu) liwieńskiego z 1778 roku mówi się o wsi Wołowo, osadach Wołowczyk, Lipowiec, Wysznie Bolszoje, Niżnie Bolszoje, Zamarajka i chutorze Izmałkow. We wszystkich tych miejscowościach mieszkali chłopi-jednodworcy.

## Demografia
W 2012 r. miejscowość zamieszkiwało 4120 osób.